# Service météorologique des Tuvalu
Le Service météorologique des Tuvalu (SMT) est l'agence gouvernementale au sein du ministère du travail, des communications et des transports du gouvernement des Tuvalu, qui est responsable de la prise de données et l'émission de prévisions météorologiques pour l'ensemble de ces îles. Il tire son origine d'une première station météorologique construite par la Grande-Bretagne sur l'île de Funafuti alors qu'elle administrait les îles Gilbert et Ellice. 
Le quartier général et la station principale sont toujours sur Funafuti mais le service possède des stations météorologiques à Nanumea, Nui et Niulakita. Le SMT partage avec l'Organisation météorologique mondiale ces données, émet des prévisions météorologiques pour la population des îles de Tuvalu, les navires et l'aviation dans sa zone de responsabilité, et participe au programme d'avertissement aux cyclones tropicaux du Pacifique Sud.

## Mission
La mission du Service météorologique des Tuvalu est de colliger des données météorologiques et sismologiques affectant les Tuvalu, produire des prévisions météorologiques adaptées au public et aux usagers particuliers comme les navigateurs et l'aviation, émettre des alertes météorologiques et cycloniques pour sa zone de responsabilité. Le SMT échange sur une base quotidienne ses données avec l'Organisation météorologique mondiale, dans le cadre de la veille météorologique mondiale, qui servent alors d'intrants pour les modèles de prévision numérique du temps.
Le Service météorologique des Tuvalu travaille en étroite collaboration avec les services voisins comme le Service météorologique des Fidji, le Bureau of Meteorology australien et le service néozélandais; ainsi qu'avec le United States Geological Survey et le National Weather Service américain.

## Histoire du service
La Grande-Bretagne construit une première station météorologique sur l'île de Funafuti alors qu'elle administrait les îles Gilbert et Ellice. En 1951, cette station devient aussi un bureau de prévision sous la direction du South Pacific Air Transport Council (SPATC) pour faciliter le développement de l'aviation dans cette région et en 1960, ce bureau commence à opérer un programme régulier de radiosondage. En 1979, le SPATC disparait et c'est le Service météorologique de Nouvelle-Zélande qui reprend ses fonctions jusqu'à ce que le SMT prenne la relève avec l'aide du ministère des affaires étrangères et du commerce de Nouvelle-Zélande. 

## Climatologie des Tuvalu

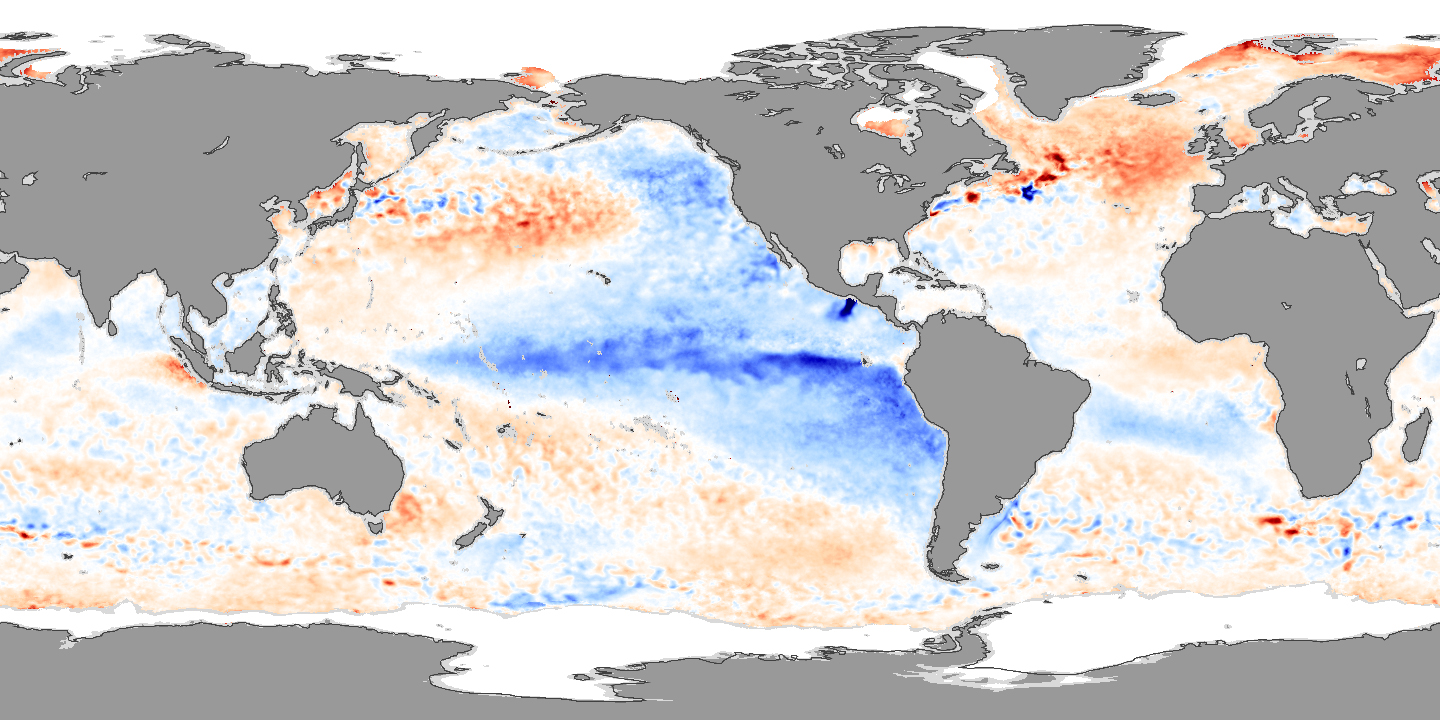
Anomalies de la température de surface de la mer en novembre 2007 montrant une condition de La Niña (en bleu température sous la normale et enrouge au-dessus)

Les Tuvalu sont un groupe d'atolls qui se trouve dans le Pacifique Sud. Le climat est influencé par les alizés, la circulation atmosphérique directe des cellules de Hadley et de la circulation de Walker, le passage saisonnier de la zone de convergence intertropicale et les variations dues au phénomène El Niño-Oscillation autrale (ENSO). 
L'oscillation de Madden-Julian (OMJ) joue un rôle important dans la variabilité du climat dans le Pacifique sur des périodes allant de 30 à 70 jours et l'oscillation décennale du Pacifique (ODP) sur des décennies. Plusieurs études montrent que le réchauffement climatique pourrait accentuer les événements extrêmes comme les cyclones tropicaux et le rehaussement du niveau de la mer qui inonderait plusieurs des îles.

## Programmes
Le SMT possède : 4 stations météorologiques complètes, 5 stations climatologiques du cumul des précipitations, une station aérologique, une station avec marégraphe pour le système d'alerte au tsunami, une station météorologique GPS et une station de sismologie. 
En plus des observations de surface et aérologiques, le service participe à diverses recherches climatologiques, principalement avec le Bureau of Meteorology (BOM) australien . Les principaux sont :
- la surveillance du niveau de la mer depuis 1978, initialement grâce à mrégraphe installé par l'université d'Hawaï puis en 1993 avec un maréomètre acoustique du dans le cadre du programme AusAID' du South Pacific Sea Level and Climate Monitoring Project[6] ;
- la surveillance du climat dans le cadre du programme South Pacific Sea Level and Climate Monitoring Project depuis 1991[7] ;
- le programme Climate and Ocean Monitoring and Prediction du BOM[8] ;
- la prévision saisonnière des îles du Pacifique (Seasonal Climate Outlooks in Pacific Island Countries) par un modèle statistique de prévision des tendances de températures, pluviométrie et autres paramètres à l'échelle d'une saison[9].

## Affiliations
En plus d'être un membre de l'Organisation météorologique mondiale, le SMT fait également partie :
- de la commission des géosciences du Pacifique Sud (South Pacific Applied Geoscience Commission) ;
- du secrétariat du programme régional sur l'environnement ;
- du forum en ligne de l'aperçu climatique de îles du Pacifique (Pacific Islands online Climate Outlook Forum), un groupe de discussion mensuel des services météorologiques du Pacifique Sud[8] ;
- du conseil météorologique du Pacifique, établi en 2011, pour coordonner les recherches scientifiques par les services météorologiques de la région et la mitigation des effets de la modification du temps[10].

### Source
- (en) Cet article est partiellement ou en totalité issu de l’article de Wikipédia en anglais intitulé « Tuvalu Meteorological Service » (voir la liste des auteurs).